# Антистия
Анти́стия (лат. Antistia; умерла, по одной из версий, в 82 году до н. э., Рим, Римская республика) — римская матрона, первая жена Гнея Помпея «Великого».

## Биография
Отец — Публий Антистий, претор или эдил 86 года до н. э., мать — Кальпурния, предположительно, дочь консула 111 года. В 86 году юный Гней Помпей был привлечён к суду политическими противниками своего отца, и Публий председательствовал на слушаниях. Помпей был оправдан, а уже через несколько дней женился на дочери сенатора. В Риме доминировало мнение о том, что брак был платой за оправдание. В конце 83 или начале 82 года до н. э. её отец был убит претором Луцием Юнием Брутом Дамасиппом по приказу Гая Мария Младшего. Чуть позднее диктатор Луций Корнелий Сулла, желая приблизить к себе Помпея, приказал ему развестись с Антистией и жениться на своей падчерице Эмилии Скавре. Вскоре покончила с собой мать Антистии. 
О дальнейшей судьбе самой Антистии достоверно ничего не известно: по одной из версий, она совершила суицид вместе с матерью. Ничего не сообщают источники о характере, образовании и внешности Антистии. Детей у пары не было.
В историографии предполагается, что Плутарх, который сообщает историю о браке, мог проводить параллель с Гаем Юлием Цезарем, который, оказавшись в аналогичной ситуации, отказался выполнять волю диктатора.